# Kościół św. Mikołaja w Radczu
Kościół św. Mikołaja w Radczu – katolicki kościół w Radczu, wzniesiony w 1895 jako prawosławna cerkiew pod tym samym wezwaniem.
Cerkiew w Radczu została zbudowana w 1895 według projektu Wiktora Syczugowa w stylu bizantyjsko-rosyjskim. Obok cerkwi św. Mikołaja w Dratowie wyróżniała się na tle innych świątyń zaprojektowanych przez tego samego architekta dla parafii na Lubelszczyźnie bogactwem dekoracyjnego detalu na fasadzie. Najprawdopodobniej została wzniesiona na miejscu dawnej, unickiej drewnianej cerkwi, zmienionej na prawosławną wskutek likwidacji unickiej diecezji chełmskiej w 1875. Na własność Kościoła katolickiego została zrewindykowana w 1919 i od wymienionego roku jest siedzibą parafii rzymskokatolickiej. Po 1919 została przebudowana w partii dachów i zwieńczeń, nad jej kwadratową nawą zachowano jednak typową dla prawosławnej rosyjskiej architektury sakralnej cebulastą kopułę. Budynek zbudowany został na planie krzyża, o niższych bocznych ramionach, krytych dachami dwuspadowymi. Nad przedsionkiem wznosi się dzwonnica, prezbiterium zbudowano na planie prostokąta.
Wartość zabytkową przedstawiają niektóre elementy kościelnego wyposażenia: dwa dziewiętnastowieczne krzyże procesyjne, ołtarz boczny w stylu barokowym z pocz. XIX w., cztery dziewiętnastowieczne lichtarze i kielich z XVI w..